# 日本電子
日本電子株式会社（にほんでんし、JEOL Ltd.）は東京都昭島市に本社を置く、電子顕微鏡をはじめとした精密機器や理科学機器の設計、製造、販売、保守を行う企業である。東京証券取引所プライム市場に上場しており、JPX日経インデックス400の構成銘柄の一つ。

## 概要
日本電子の前身は、戦後の1946年（昭和21年）に千葉県茂原町（現・茂原市）で風戸健二ら元海軍技術将校が電子顕微鏡の設計、製造を始めた企業であったが、数年後に経営方針の違いでオーナー側からの一方的な排除を受けたことにより風戸らは独立し、東京都三鷹市上連雀にあった日本無線の館屋を間借りして株式会社日本電子光学研究所を設立、新たに電子顕微鏡（透過型）の設計、製造事業を始めた。後に前身の企業を離れた技術者も加わった。
2019年現在の日本電子は電子顕微鏡だけでなく、多くの分野を手がける理科学機器メーカーである。ネームバリューを日本国外へも生かすため、社名を変更しても設立当時からの称号であるJEOL（Japan Electron Optics Laboratory、「ジオル」。英語発音の片仮名表記はジェオルまたはジェオールが近い）を使用している。

## 沿革
- 1946年（昭和21年） 千葉県茂原市で電子顕微鏡の試作研究開始
- 1949年（昭和24年） 茂原の企業から分離独立し、5月30日に東京都三鷹市で「株式会社日本電子光学研究所」として事業を開始。透過型電子顕微鏡「JEM-1」完成
- 1956年（昭和31年） 国産初の核磁気共鳴装置「JNM-1」完成
- 1961年（昭和36年） 現・昭島本社1号館第1次工事完成、社名を「日本電子株式会社」に変更
- 1962年（昭和37年） 東京証券取引所第2部に上場
- 1966年（昭和41年） 東証1部に指定
- 1968年（昭和43年） 世界初の全自動アミノ酸分析装置「JLC-5AH」完成
- 2014年（平成26年） 同じ三菱系のニコンと資本業務提携。ニコンが筆頭株主となり、顕微鏡と医療分野の協業をめざす[2]

## 業務内容
主力商品は各種の電子顕微鏡で世界トップシェア。スパッタリング用の電子線源と電子顕微鏡を実現するための電子線制御技術、電子レンズ制御技術、高電圧/低電圧制御技術、高真空空圧制御技術などを応用し、分析機器や半導体製造関連機器、産業機器、医用機器、電気二重層キャパシタなども手がけている。
- 電子顕微鏡、分析機器
  - 透過型電子顕微鏡(TEM)
  - 走査型電子顕微鏡(SEM)
  - 電界放出型電子顕微鏡(FE-SEM)
  - 集束イオンビーム装置(FIB)
  - 超高圧電子顕微鏡
  - 走査形オージェ電子分光装置
  - 光電子分光装置
  - 走査型プローブ顕微鏡
  - 電子プローブマイクロアナライザ
  - エネルギー分散型蛍光X線分析装置
  - エネルギー分散型X線分析システム
  - 電子スピン共鳴装置
  - 核磁気共鳴装置(NMR)
  - 高分解能NMRスペクトロメーター
  - 質量分析計
- 半導体製造関連装置
  - 電子ビーム描画装置
  - 半導体プロセス評価装置/分析装置
  - レーザー直接描画装置
- 産業機器
  - 電子ビーム蒸着用電子銃・電源
  - 直進形電子銃・電源
  - 内蔵形プラズマ銃・電源
  - プラズマ発生用高周波電源
  - 高周波誘導熱プラズマ発生装置
  - 粉末供給装置
  - ペニング真空計
  - スパッタイオンポンプ(SIP)
  - 電子ビーム金属3Dプリンタ

- 医用機器
  - アミノ酸分析機
  - 生化学自動分析装置
  - 臨床検査情報処理システム
  - 医用診断装置
  - 検体搬送システム
- コンデンサ
  - 電気二重層コンデンサ、リチウムイオンキャパシタ　2012年12月現在、両者とも撤退[3]。

## 関連人物
- 風戸裕 - レーシングドライバー。創業者・風戸健二の二男。
- 横田勇 - 静岡県立大学名誉教授。
- 冨加津好夫 - 株式会社ホロン取締役相談役。
- 鈴木清一 - 株式会社TSLソリューションズ代表取締役社長。
- 吹野博志 - 元デルコンピュータ会長、元米デルコンピュータ社副社長、オレガ会長、吹野コンサルティング社長、多摩大学シニアフェロー。
- 藤原浩 - 元SAPジャパン代表取締役、元フィリップスエレクトロニクスジャパンプジデント兼COO、コダックジャパン代表執行役員社長。
- 近藤宣之- 株式会社日本レーザー代表取締役。
- 志賀徹也 - 元日本DEC取締役チャネル本部長、元アップルジャパン代表取締役社長、元日本オラクル株式会社副社長。